# سیارک ۲۴۲۹۶
سیارک ۲۴۲۹۶ (به انگلیسی: 24296 Marychristie، نامگذاری:1999XW212) بیست و چهار هزار و دویست و نود و ششمین سیارک کشف شده‌است که در ۱۴ دسامبر ۱۹۹۹ کشف شد.
قدر مطلق سیارک برابر ۱۱.۲ است.